# Luca Caldirola

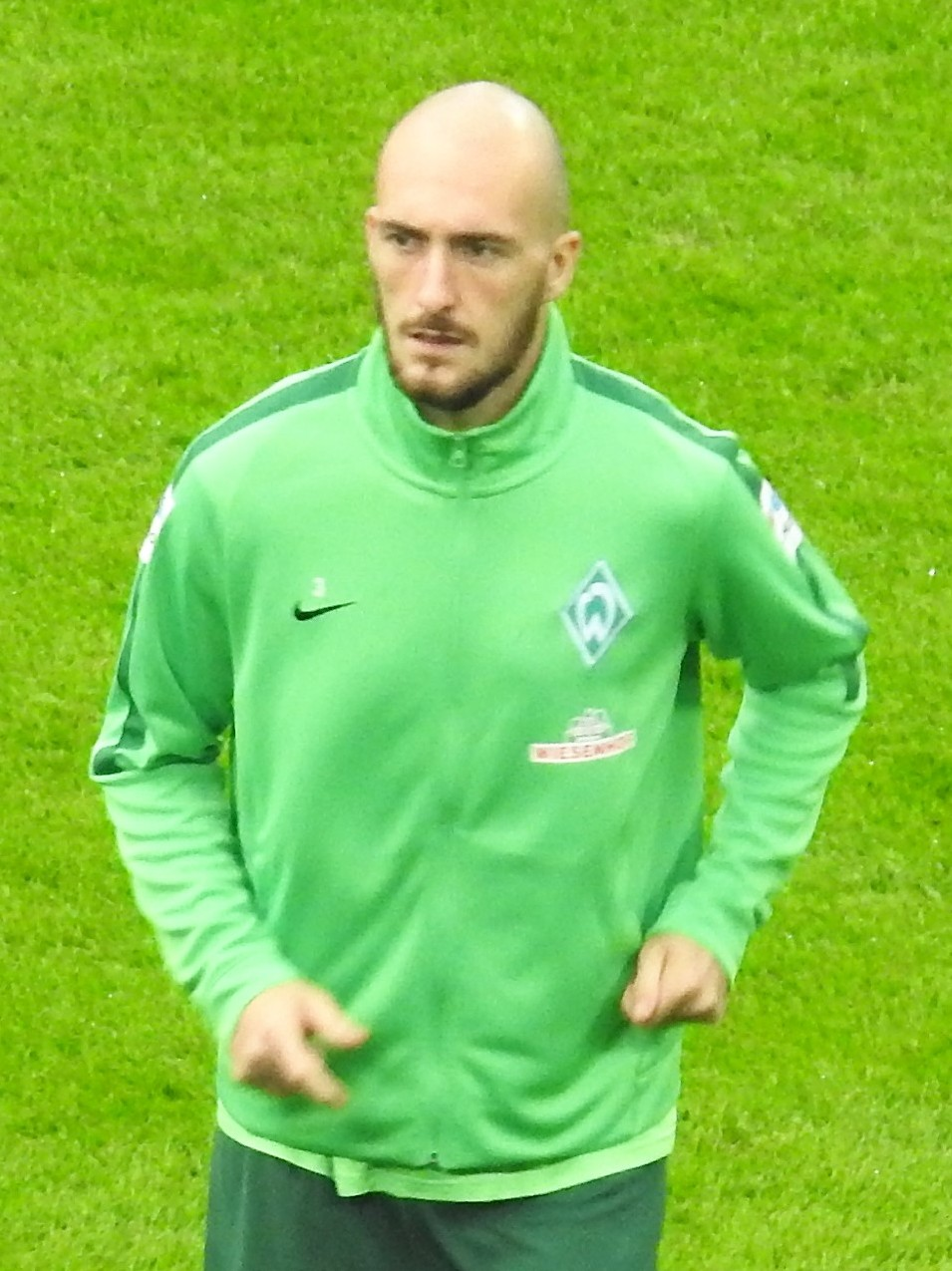
O jogador de futebol italiano Luca Caldirola se aquecendo para o SV Werder Bremen na temporada 2017-18.

Luca Caldirola (Desio, 1 de fevereiro de 1991) é um futebolista italiano que atua como zagueiro, mas também pode atuar como lateral-esquerdo. Atualmente defende o Benevento.

## Títulos

### Prêmios individuais
- Equipe do torneio do Campeonato Europeu Sub-21 de 2013